# Fabullus
Fabullus ou Fabullo (en latin: Fabullus ou Famulus, ou peut-être Amulius), était un peintre de fresques romain de l'ère néronienne. Mentionné par Pline l'Ancien, il est l'un des premiers artistes en Europe dont une biographie est connue.
Entre 64 et 68 de notre ère, il a décoré la Domus aurea. Contemporain de la période du quatrième style pompéien, ou style fantastique, il innova dans la polychromie et la richesse des peintures.
Pline l'Ancien le considère comme l'auteur principal des fresques de la Domus aurea. Dans son Histoire naturelle, il évoque son « style fleuri », sa Minerve qui semblait regarder toujours les spectateurs, de quelque point que ce soit. « Il peignait seulement quelques heures par jour, et alors avec la plus grande gravité, car il gardait toujours la toge, même au milieu de ses instruments. »
Redécouvertes par hasard à la fin du XVe siècle, les fresques de la Domus aurea ont fortement influencé les artistes de la Renaissance, comme on le voit avec la décoration de Raphaël dans les loggias du Vatican.

## Galerie de fresques de la Domus aurea

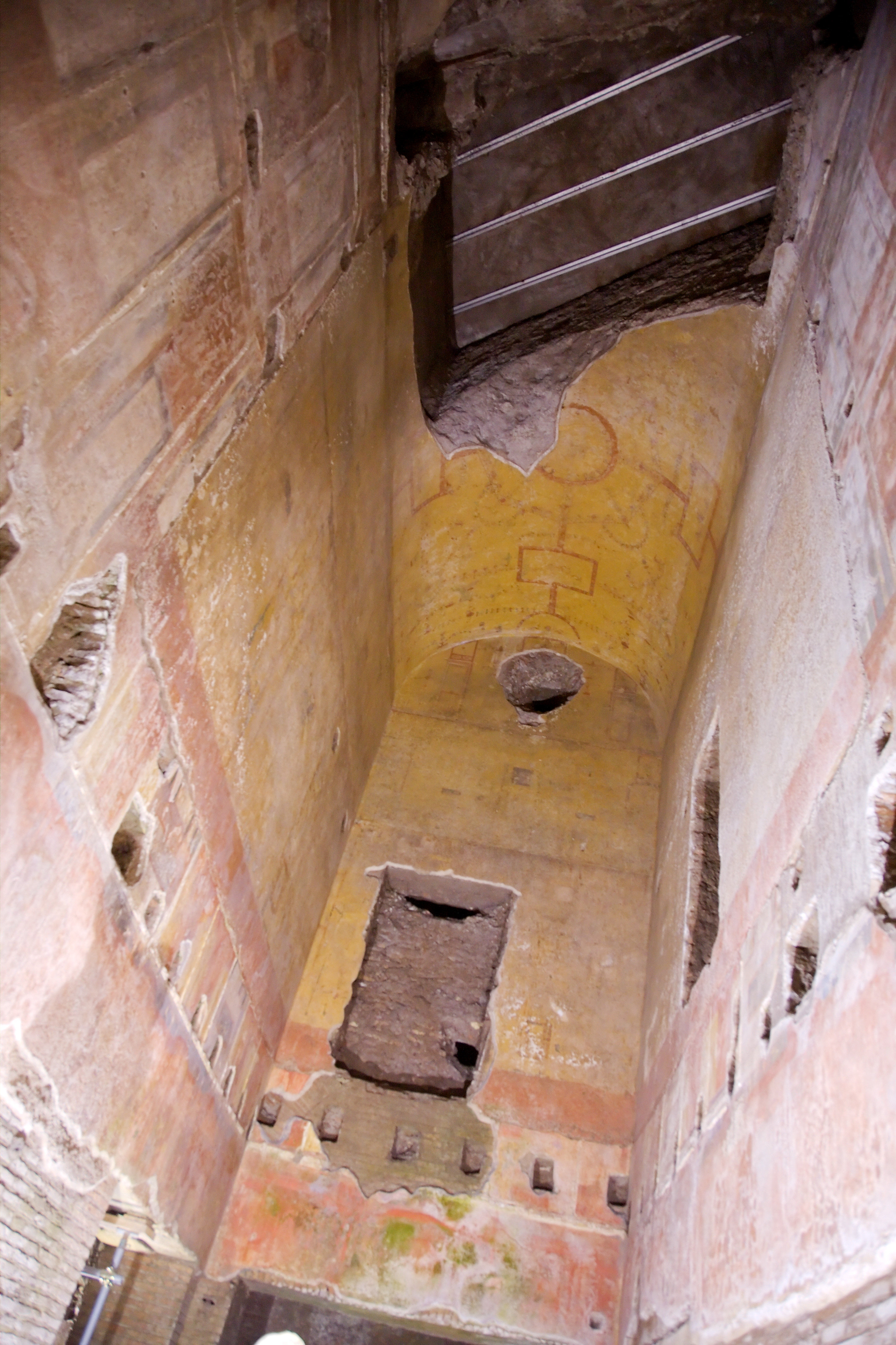
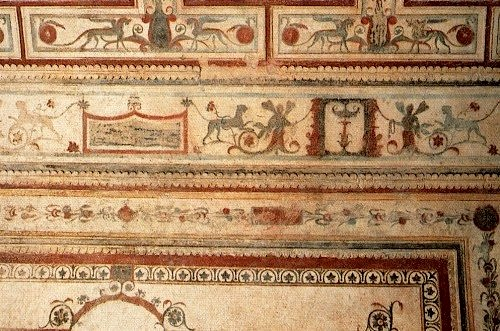
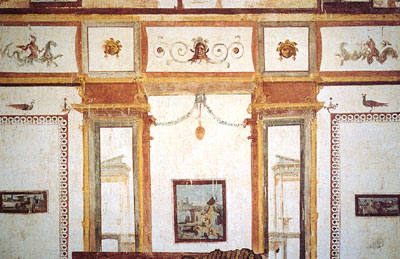